# Beroun (stacja kolejowa)
Beroun – stacja kolejowa w miejscowości Beroun, w kraju środkowoczeskim, w Czechach przy ulicy Nádraží 129. Jest ważnym węzłem kolejowym. Położona na linii kolejowej z Pragi do Pilzna na wysokości 225 m n.p.m.. 

## Linie kolejowe
- 170: Beroun - Cheb
- 171: Praga - Beroun
- 173: Praha-Smíchov - Beroun
- 174: Beroun - Rakovník